# یواکیم نیلسون (بازیکن فوتبال، زاده ۱۹۹۴)
یواکیم نیلسون (سوئدی: Joakim Nilsson؛ زادهٔ ۶ فوریهٔ ۱۹۹۴) بازیکن فوتبال اهل سوئد است.
از باشگاه‌هایی که در آن بازی کرده‌است می‌توان به باشگاه فوتبال سوندسوال و باشگاه فوتبال الفسبورگ اشاره کرد.
وی همچنین در تیم‌های ملی فوتبال زیر ۲۱ سال سوئد و سوئد بازی کرده‌است.